# Fylkesväg 360
Fylkesväg 360 (norska: Fylkesvei 360) är en primär fylkesväg i Telemark fylke i södra Norge som går mellan staden Notodden i Notoddens kommun och tätorten Gvarv i Midt-Telemarks kommun. Vägen är 31,3 kilometer lång och asfalterad. Den passerar bland annat genom tätorten Hjukse.

## Anslutningar
Fylkesväg 360 ansluter till:
- Europaväg 134 (vid Notodden)
- Riksväg 36 (vid Gvarv)

## Bilder

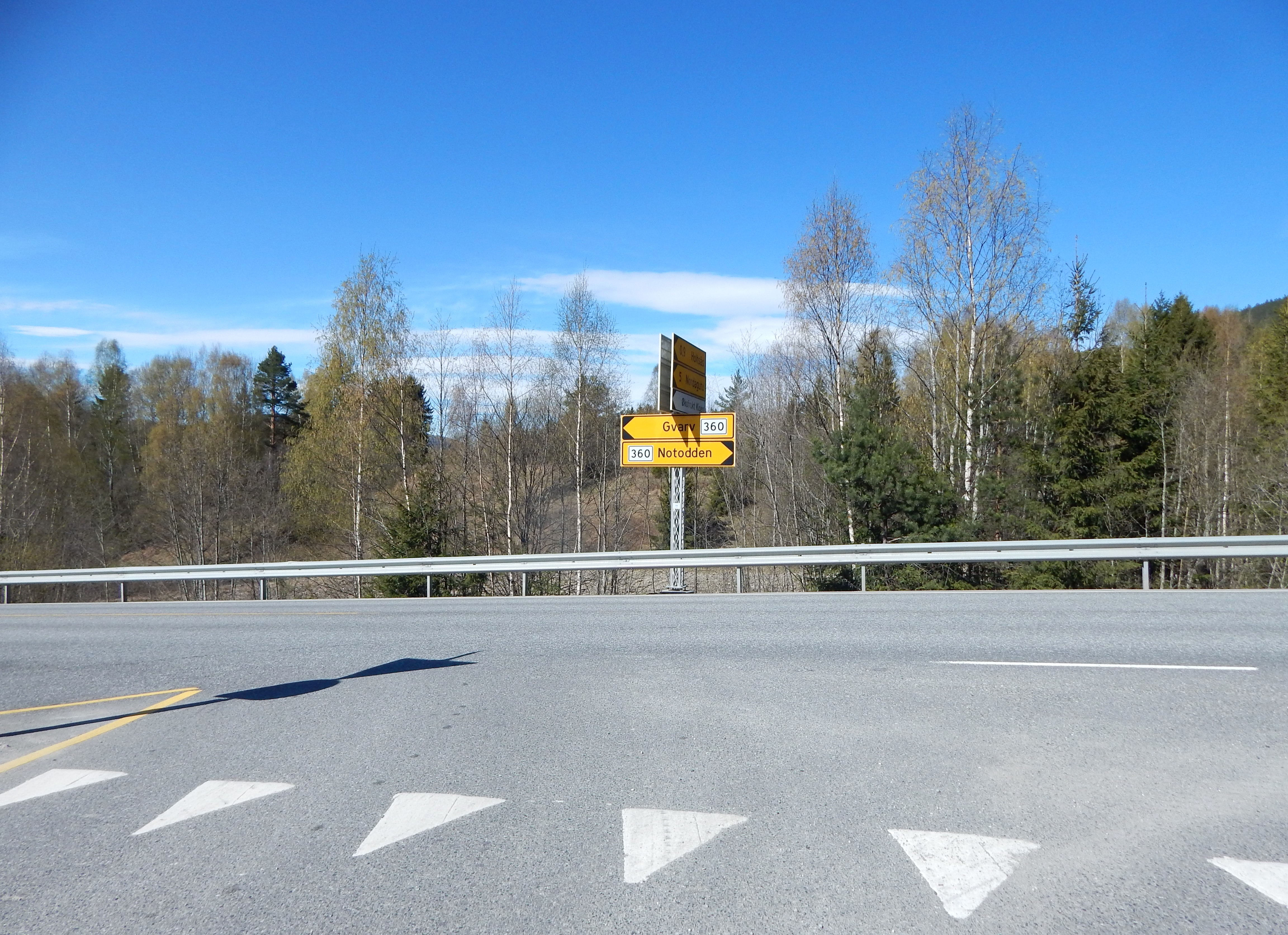
Vägskälet där fylkesväg 360 möter anslutande fylkesväg 3340 (i förgrunden) vid Vårheim.
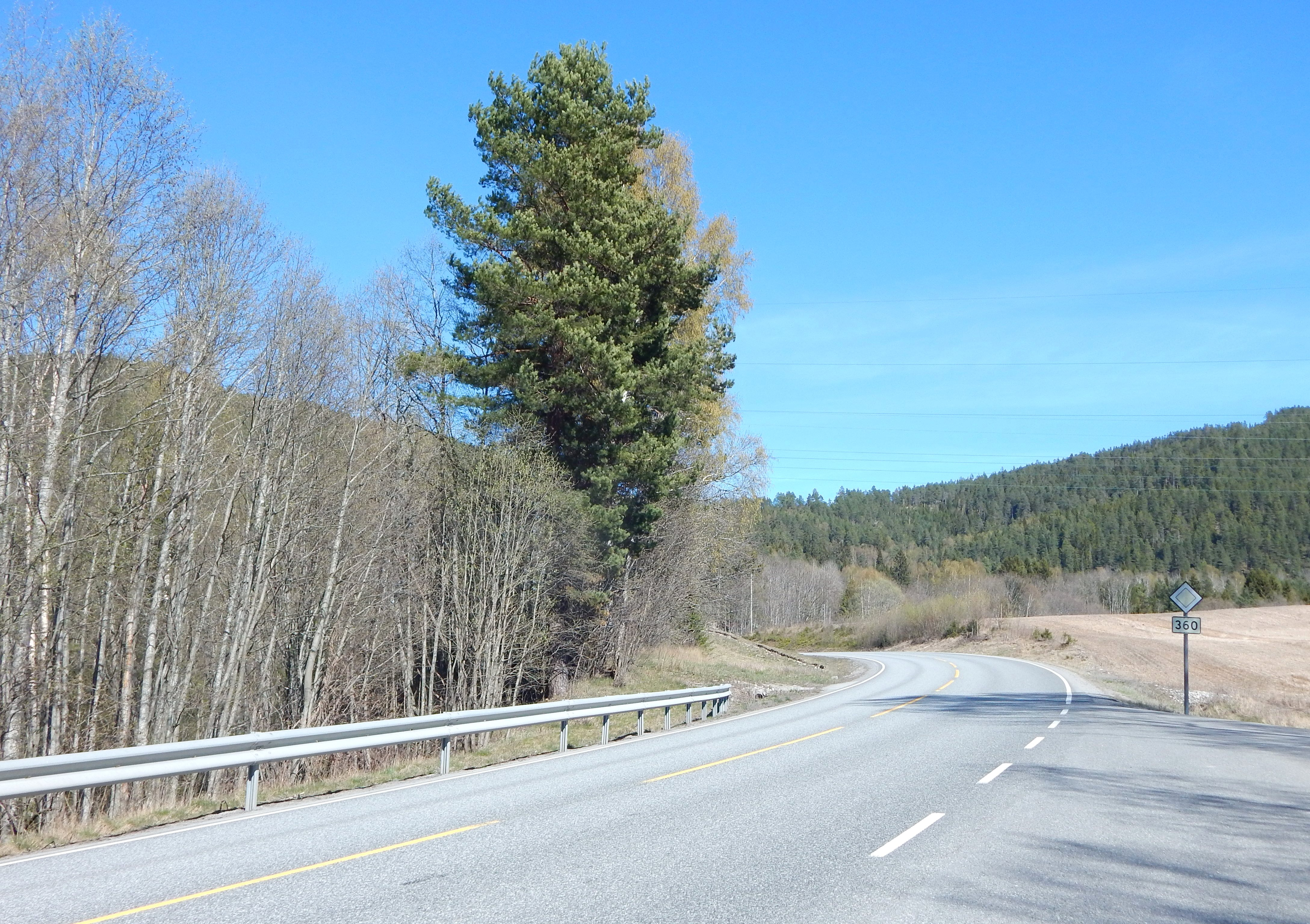
Fylkesväg 360 vid samma vägskäl.